# Cifra (música)

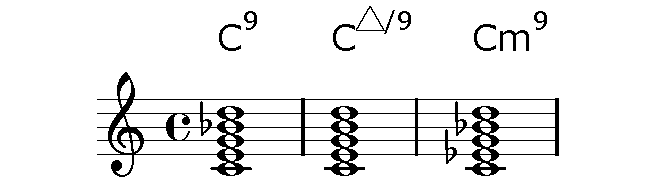
Cifra numa pauta musical

Cifra é um sistema de notação musical usado para indicar os acordes a serem executados por um instrumento musical (como uma guitarra, um teclado ou um violão, por exemplo). As cifras são utilizadas principalmente na música popular, acima das letras ou partituras de uma composição musical, indicando o acorde que deve ser tocado em conjunto com a melodia principal.

## História
Guido D'Arezzo (992 – 1050) foi um monge italiano e regente do coro da Catedral de Arezzo (Toscana), província de seu nascimento; é conhecido como o criador da notação moderna, com a criação do tetragrama, encerrando com o uso de neumas na História da Música, e batizou as notas musicais com os nomes que conhecemos hoje: dó, ré, mi, fá, sol, lá e si (originalmente, ut, re, mi, fa, sol, la e san), baseando-se em um texto sagrado em latim do hino a São João Batista:
- Ut queant laxis
- Resonare fibris
- Mira gestorum
- Famuli tuorum
- Solve polluti
- Labii reatum
- Sancte Ioannes

Que se traduz como:
```
  "Para que teus
  grandes servos;
  possam ressoar claramente;
  a maravilha dos teus feitos;
  limpe nossos lábios;
  impuros;
  ó São João."
```

A Guido d'Arezzo é também atribuída a invenção da "Mão Guidoniana", um sistema mnemônico usado para o ensino da leitura musical, em que os nomes das notas correspondiam a partes da mão humana.
O seu sistema sofreu algumas pequenas transformações no decorrer do tempo: a nota Ut passou a ser chamada de dó, para facilitar o canto com a terminação da sílaba em vogal, derivando-se provavelmente da proposta lançada por Giusepe DONI, nome de um músico italiano, que escolheu a primeira sílaba do seu sobrenome para essa nova denominação e a nota si (por serem as inicias em latim de São João: Sancte Ioannes), novamente facilitando o canto com a terminação de uma vogal.
As formas em acorde das notas nomeadas no poema são hoje simplificadas por regras de formação, como segue no esquema:
Nome das Notas:   Dó   Ré   Mi   Fá   Sol   Lá   Si
Nome do Acorde:    C     D    E     F     G     A    B

### Acordes suspensos (sus)
Acordes suspensos não são considerados maiores nem menores pois consistem na modificação da terceira nota do acorde. Os acordes suspensos aparecem nas cifras como sus e representam a remoção da terceira nota ou substituição dela pela segunda ou quarta nota. Os acordes com quarta e segunda são suspensos e, geralmente, omitem tal designação nas cifras. Quando há a remoção da terceira nota do acorde, o acorde pode ser chamado de acorde suspenso ou acorde com quinta. Nos teclados, pode haver a adição da primeira nota do acorde uma oitava acima, por exemplo: Sol, Ré, e o Sol da próxima oitava.

### Regra de formação
A nota fundamental é definida pelo sistema de notação alfabética em que o nome de cada nota musical corresponde a uma letra de A a G, com sustenidos ou bemóis quando necessário. Em resumo, a regra se baseia em atribuir um nome para as notas (em forma de sílaba ) substituindo o original por letras, a fim de facilitar a escrita e leitura. Por ordem sendo escritas em letra maiúscula:
| Nome da nota | Nome do acorde | Nome do acorde | Nome do acorde |
| Nome da nota | Naturais (♮)   | Sustenidos (♯) | Bemóis (♭)     |
| ------------ | -------------- | -------------- | -------------- |
| Lá           | A              | A♯             | A♭             |
| Si           | B              | B♯ (=C)        | B♭             |
| Dó           | C              | C♯             | C♭ (=B)        |
| Ré           | D              | D♯             | D♭             |
| Mi           | E              | E♯ (=F)        | E♭             |
| Fá           | F              | F♯             | F♭ (=E)        |
| Sol          | G              | G♯             | G♭             |

Além do nome do acorde, sempre grafado em letra maiúscula, são acrescentados números ou outros símbolos para indicar a estrutura do acorde. As tabelas abaixo mostram as estruturas das cifras mais usuais:
| Tríades            | Tríades                                                        |
| Cifra              | Descrição                                                      |
| ------------------ | -------------------------------------------------------------- |
| G                  | Tríade maior (Sol, Si, Ré)                                     |
| Gm                 | Tríade menor (Sol, Si♭, Ré)                                    |
| Gsus ou G5         | Tríade suspensa ou com quinta (Sol, Ré, Sol↑)                  |
| G°, Gdim           | Tríade diminuta (Sol, Si♭, Ré♭)                                |
| G+, Gaum ou G5+    | Tríade aumentada (Sol, Si, Ré♯)                                |
| Gsus2 ou G2        | Tríade suspensa de segunda (Sol, Lá, Ré)                       |
| Gsus4 ou G4        | Tríade suspensa de quarta (Sol, Dó, Ré)                        |
| Tétrades           |                                                                |
| Cifra              | Descrição                                                      |
| G7                 | acorde com sétima ou sétima dominante (Sol, Si, Ré, Fá)        |
| G7M ou Gmaj7       | acorde com sétima maior (Sol, Si, Ré, Fá♯)                     |
| Gm7 ou G-7         | acorde menor com sétima (Sol, Si♭, Ré, Fá)                     |
| Gm7(b5)            | acorde menor com sétima e quinta diminuta (Sol, Si♭, Ré♭, Fá)  |
| Gø                 | acorde meio diminuto (Sol, Si♭, Ré♭, Fá)                       |
| G7°, G7dim ou Gº   | acorde com sétima diminuta (Sol, Si♭, Ré♭, Fá♭)                |
| G7(b5)             | acorde com sétima e quinta diminuta (Sol, Si, Ré♭, Fá)         |
| G7(♯5) ou G7(5+)   | acorde com sétima e quinta aumentada (Sol, Si, Ré♯, Fá)        |
| G7M(♯5) ou G7M(5+) | acorde com sétima maior e quinta aumentada (Sol, Si, Ré♯, Fá♯) |
| Gm(7M)             | acorde menor com sétima maior (Sol, Si♭, Ré, Fá♯)              |
| G6                 | acorde de sexta (Sol, Si, Ré, Mi)                              |
| Gm6                | acorde menor com sexta (Sol, Si♭, Ré, Mi)                      |

Uma vez que a cifra indica apenas a estrutura do acorde, a altura não é indicada e a mesma cifra pode ser transposta quantas oitavas acima ou abaixo forem necessárias. Por exemplo, a tríade maior apresentada na tabela acima pode ser tocada com a fundamental Sol na terceira oitava (Sol3, Si3, Ré4), ou em qualquer outra oitava, como Sol4, Si4, Ré5 ou Sol2, Si2, Ré3. Não é necessário indicar a altura da fundamental na cifra. Em geral o próprio músico escolhe a transposição mais adequada a cada trecho de uma composição.

### Divisão
| Maiores       | Menores        | Aumentados         | Diminutos         | Meio diminutos         |
| ------------- | -------------- | ------------------ | ----------------- | ---------------------- |
| C = dó maior  | Cm = dó menor  | C+ = dó aumentado  | C° = dó diminuto  | Cø = dó meio diminuto  |
| D = ré maior  | Dm = ré menor  | D+ = ré aumentado  | D° = ré diminuto  | Dø = ré meio diminuto  |
| E = mi maior  | Em = mi menor  | E+ = mi aumentado  | E° = mi diminuto  | Eø = mi meio diminuto  |
| F = fá maior  | Fm = fá menor  | F+ = fá aumentado  | F° = fá diminuto  | Fø = fá meio diminuto  |
| G = sol maior | Gm = sol menor | G+ = sol aumentado | G° = sol diminuto | Gø = sol meio diminuto |
| A = lá maior  | Am = lá menor  | A+ = lá aumentado  | A° = lá diminuto  | Aø = lá meio diminuto  |
| B = si maior  | Bm = si menor  | B+ = si aumentado  | B° = si diminuto  | Bø = si meio diminuto  |

### Inversão do acorde
Além das formas indicadas nas tabelas acima, é possível indicar acordes em que a sequência das notas é invertida e uma das notas mais agudas é usada como baixo. Para indicar a inversão, utiliza-se a mesma notação acima, indicando qual das notas deve ser o baixo do acorde, separada por uma barra. A primeira inversão é obtida movendo a nota fundamental oitava acima, passando a segunda nota a ser o baixo. A segunda inversão é realizada, movendo o baixo da primeira inversão oitava acima.
Por exemplo, se o acorde de Sol maior - G (Sol, Si, Ré) for invertido uma vez, teremos G/B (Si, Ré,  Sol oitava acima). Na segunda inversão o acorde é G/D (Ré, Sol oitava acima, Si oitava acima). A terceira inversão não é indicada pois é igual ao acorde original, apenas todas as notas são tocadas uma oitava acima. A inversão de qualquer acorde pode ser indicada da mesma forma, bastando indicar o acorde original e a nota que será a mais baixa na inversão - por exemplo um acorde com sétima G7 (tétrade) em sua segunda inversão seria G7/D (Ré, Fá, Sol oitava acima, Si oitava acima).